# Trump dance

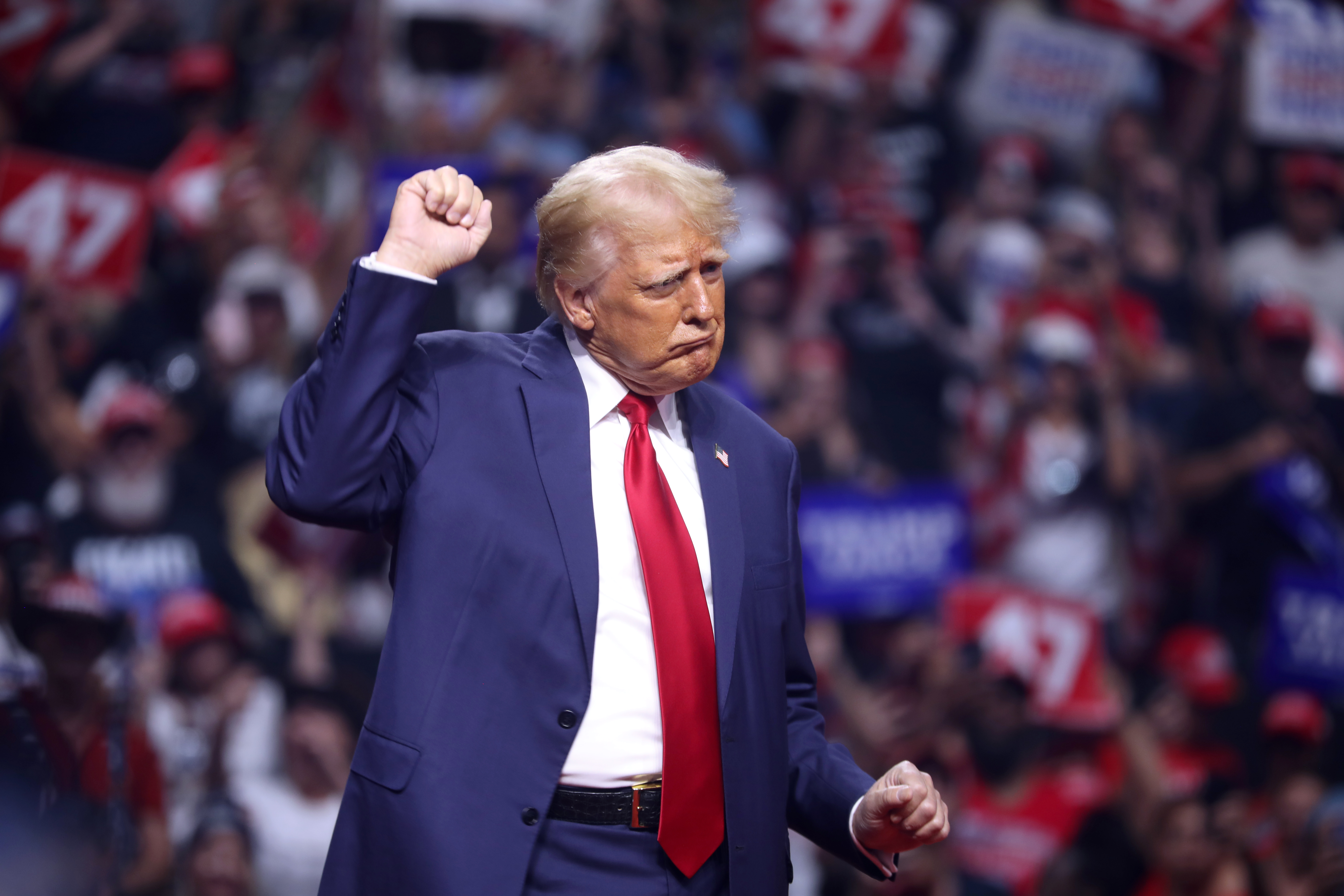
Donald Trump esegue la Trump Dance in Arizona nel 2024

La Trump dance, anche chiamata Victory dance, è il nome dato al ballo celebrativo effettuato da Donald Trump sulla canzone YMCA dei Village People del 1978, definita da lui stesso come "l'inno nazionale gay", durante le campagne presidenziali degli Stati Uniti del 2020 e 2024.

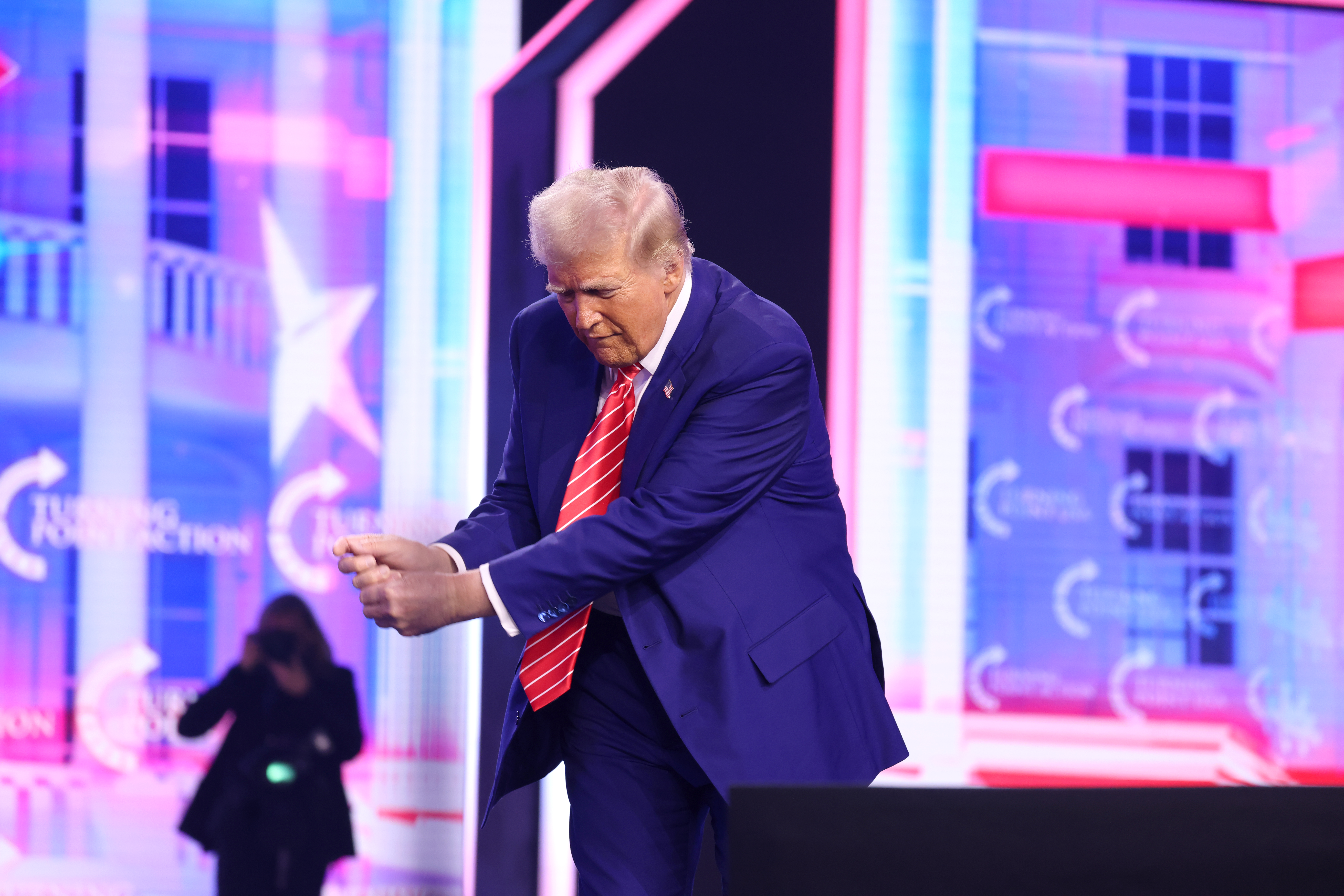
La mossa del "golf swing", introdotta nel 2024

Il ballo ha avuto origine durante i comizi della campagna elettorale del 2020, dove i suoi movimenti e gesti sono diventati sia popolari, attraverso l'utilizzo e la diffusione all'interno dei social media tra cui TikTok, che un aspetto notevole della sua personalità pubblica. Le mosse che compongono il ballo consistono nel muovere i fianchi da un lato all'altro mentre si danno dei pugni all'aria e si eseguono dei fist pump alternati e allo stesso livello dell'addome. Nell'ottobre 2024, Trump ha iniziato ad eseguire uno swing, un movimento classico del golf, che secondo il Times of India ha ottenuto un notevole riscontro sui social media.
Il ballo è stato eseguito il 5 novembre 2024 alla festa nella sede dei Repubblicani a Palm Beach per festeggiare la neo elezione e nella notte tra il 20 e 21 gennaio 2025 in occasione del giuramento al Liberty Inaugural Ball di Washington, in presenza dei Village People.

## Impatto culturale
La "Trump dance" è ampiamente considerata un esempio dell'intersezione tra sport e cultura politica, sebbene gli atleti spesso ne descrivano l'uso come apolitico. I sostenitori del ballo sostengono che sia solo simbolo dell'influenza culturale di Donald Trump, mentre i detrattori lo vedono come un gesto controverso.
Nella settimana precedente alle elezioni presidenziali del 2024, "YMCA" si è posizionata nella Top 15 nella classifica Billboard dance/elettronica dopo 47 anni, salendo al quarto posto subito dopo le elezioni, facendo incassare, secondo il cantautore Victor Willis, diversi milioni di dollari da quando Trump l'ha adottata nella sua campagna presidenziale. Karen Willis, la manager dei Village People, ha attribuito la rinascita improvvisa e il successo riscosso della canzone al fatto che Trump l'abbia usata durante le sue esibizioni.
Politico ha definito il modo di ballare come "robotico", paragonando Trump ad uno zio ubriaco ad un matrimonio che balla dopo aver bevuto Aperol Spritz gratuito al bar. In una rubrica del New York Times del novembre 2024 di Maureen Dowd, la stessa ha affermato che avrebbe chiesto ai "membri più giovani della famiglia" di insegnarle la danza.

### Adozione nello sport
Nel mondo dello sport è stato possibile vedere la danza in importanti eventi, con gli atleti che l'hanno incorporata nelle loro routine celebrative. Tra le categorie troviamo:
- Arti marziali miste: Jon Jones, campione dei pesi massimi dell'UFC, ha incorporato la danza nei suoi festeggiamenti post-partita durante un evento a cui ha partecipato Trump, Elon Musk, il presidente della Camera Mike Johnson, Robert F. Kennedy Jr. e altri esponenti del MAGA.[15] Trump ha ringraziato Jones attraverso un video nel suo social Truth Social.[13]
- Calcio: Christian Pulisic della squadra maschile nazionale ha utilizzato questo ballo per festeggiare una rete durante una partita del 18 novembre 2024, dichiarando di averla fatta solo per divertimento e no per politica.[10] Nello stesso mese anche i membri della squadra inglese Barnsley FC fecero il ballo dopo aver segnato contro il Cambridge United.[16]
- Football americano: Brock Bowers dei Las Vegas Raiders,[4] Calvin Ridley dei Tennessee Titans,[15] Nick Bosa dei San Francisco 49ers e Za'Darius Smith dei Detroit Lions.[16] Celebrazioni simili sono state documentate anche tra gli atleti di football universitario.[16] Bosa, inoltre, è stato multato di oltre 10mila dollari per aver violato le regole delle uniformi, indossando un cappello con scritta MAGA.[13] Nel novembre 2024 la NFL ha annunciato che non avrebbe penalizzato i giocatori che eseguivano il ballo, ma solo coloro che la utilizzavano in maniera eccessiva.[17]

- Golf: Charley Hull ha eseguito la danza durante una partita del torneo il 17 novembre 2024.[18]

### Adozione nella politica
Nel novembre 2024 il presidente dell'Argentina Javier Milei ha eseguito il ballo durante una serata di gala a Mar-a-Lago. Il video di Milei che esegue la danza "ha fatto il giro dei social media", secondo The Daily Beast. Nello stesso mese anche l'ex presidente del Brasile, Jair Bolsonaro, accompagnato da alcuni giovani consiglieri del Partito Liberale, si è fatto riprendere mentre ballava la Trump dance e con il cappello MAGA.